# Alberto Cantù
Pour les articles homonymes, voir Cantu.
Alberto Cantù (Gênes, 1950 - Milan, 18 janvier 2021) est un musicologue et un critique musical italien.

## Biographie
Il enseigne l'histoire de la musique au Conservatoire de Côme. Il écrit pour les principales revues musicales, dont Musica et Amadeus (rivista), et collabore avec des universités, des théâtres italiens et étrangers, la RAI. Il a été critique musical du Giornale de 1976 à 2006. Il s'intéresse à l'histoire du violon et celle de l'art dramatique musical et fait partie des comités scientifiques de l'« Istituto di studi paganiniani » de Gênes, de l'« Istituto di studi pucciniani » de Milan et du « Centro studi Felice Romani » de Moneglia.

## Écrits
- I 24 capricci e i 6 concerti di Paganini, Turin, EDA 1980.
- Le opere di Paganini, con Danilo Prefumo, Gênes, Sagep 1982.
- Respighi compositore, Turin, Eda 1985.
- OtTurin Respighi (Aa.Vv.), Turin, ERI 1985.
- Invito all'ascolto di Paganini, Milan, Mursia 1988.
- La lanterna magica, con Gino Tanasini, Gênes, Sagep 1991.
- Renato De Barbieri nell'arco del violino, Marietti, Gênes 1993.
- Intorno a Locatelli, Aa.Vv., Lucques, LIM 1996.
- Melodrammi con figure, Gênes, 2001 De Ferrari.
- Da Farinelli a Camilleri, Varèse, Zecchini Editore (it) 2003.
- Yehudi Menuhin l'Orfeo tragico, coll. Grandi Violinisti 1, Varèse, Zecchini Editore (it) 2006.
- Jascha Heifetz l'Imperatore solo, coll. Grandi Violinisti 2, Varèse, Zecchini Editore (it) 2007.
- L'universo di Puccini da Le Villi a Turandot, Varèse, Zecchini Editore (it) 2008.
- David Oistrakh. Lo splendore della coerenza, coll. Grandi Violinisti 3, 2009, Zecchini Editore (it), 242 pages avec une discographie et une vidéographie complète